# Haydon Pinhey
Haydon Pinhey (ur. 30 lipca 1996 w Plymouth) – angielski snookerzysta pochodzący z Devonu. Zdobył dwuletnią kartę na World Snooker Tour, która obowiązuje od sezonu snookerowego 2024/25.

## Wczesne życie
Pochodzi z Plymouth. Uczęszczał do Sir John Hunt Community Sports College i pracował w Plaza Snooker Club w Barbican Centre w swoim rodzinnym mieście. Obecnie Pinhey pracuje i gra w Legends Lounge w St Budeaux.

## Kariera
Swój debiut telewizyjny miał podczas Snooker Shoot Out 2021.

### Sezon 2021/2022
Pinhey wziął udział w wielu profesjonalnych wydarzeniach w sezonie World Snooker Tour 2021/22, biorąc udział w Championship League, Turkish Masters, Gibraltar Open i Snooker Shootout. Dotarł do ostatniej rundy trzeciego turnieju kwalifikacyjnego Q School.

### Sezon 2022/2023
W lipcu 2022 roku Pinhey odniósł największe zwycięstwo w swojej karierze, pokonując 21. zawodnika rankingu światowego Matthew Selta i kwalifikując się do European Masters. Kolejny sukces odniósł podczas turnieju Shoot Out w 2023 roku, gdzie dotarł do drugiej rundy.
Podczas turnieju WST Classic 2023 Pinhey odniósł kolejne duże zwycięstwo pokonując przyszłego mistrza świata, Lucę Brecela, zajmującego dziesiąte miejsce w rankingu, i tym samym docierając do 3. rundy. Zapewnił sobie zwycięstwo nad Duane’em Jonesem podczas Q School w 2023 r., walcząc o miejsce w głównym tourze po przegranej w rundzie finałowej w trzech kolejnych latach Q School w latach 2020–2022. Niestety dla Pinheya był to czwarty rok z rzędu, kiedy zabrakło mu jednego meczu do zdobycia karty zawodowej, gdyż przegrał z byłym graczem z czołowej dwudziestki, Andrew Higginsonem. Jednak jego występy były na tyle dobre, że Pinhey zajął drugie miejsce w rankingu Order of Merit Q School, co umozliwiło mu występy w rankingowych turniejach podczas World Snooker Tour 2023/24.

### Sezon 2023/2024
Pinhey zagrał w Championship League 2023, który odbył się w Morningside Arena w Leicester od 26 czerwca 2023. Wśród jego wyników znalazły się remis z Mohamedem Ibrahimem i porażka z Si Jiahui. Zakwalifikował się do turnieju German Masters 2024 w Berlinie po zwycięstwie nad doświadczonym Rodem Lawlerem. W pierwszej rundzie kwalifikacji do Mistrzostw Świata w Snookerze 2024 pokonał Hammada Miaha 10-2. W maju 2024 roku wziął udział w europejskich kwalifikacjach Q School i w pierwszym turnieju odniósł zwycięstwo nad byłym zawodowcem Antonem Kazakowem z Ukrainy, a w ostatniej rundzie pokonał doświadczonego zawodowca Gerarda Greene'a, zapewniając sobie tym samym dwuletnie miejsce w World Snooker Tour, począwszy od sezonu snookera 2024/25.

### Sezon 2024/25
Pokonał Stephena Maguire’a 6:2 na International Championship 1 października 2024. W lutym 2025 roku dotarł do 1/64 finału Welsh Open 2025, gdzie uległ byłemu mistrzowi świata Markowi Selby'emu. W kwalifikacjach do Mistrzostw świata  2025 został pokonany przez byłego mistrza świata Kena Doherty’ego.

## Życie osobiste
Pinhey jest ojcem dwójki dzieci.

## Występy w turniejach w karierze
| Ranking                    | [ i ]         | [ i ]         | [ i ]         | [ i ]         | [ ii ]        | 81            |               |               |               |               |               |               |
| Turnieje rankingowe        |               |               |               |               |               |               |               |               |               |               |               |               |
| Championship League        | RR            | RR            | RR            | RR            | RR            | 2R            |               |               |               |               |               |               |
| Xi'an Grand Prix           | nie rozegrano | nie rozegrano | nie rozegrano | nie rozegrano | LQ            |               |               |               |               |               |               |               |
| Saudi Arabia Masters       | nie rozegrano | nie rozegrano | nie rozegrano | nie rozegrano | 3R            |               |               |               |               |               |               |               |
| English Open               | A             | A             | A             | A             | LQ            |               |               |               |               |               |               |               |
| British Open               | NH            | A             | A             | A             | LQ            |               |               |               |               |               |               |               |
| Wuhan Open                 | nie rozegrano | nie rozegrano | nie rozegrano | A             | LQ            |               |               |               |               |               |               |               |
| Northern Ireland Open      | A             | A             | A             | A             | LQ            |               |               |               |               |               |               |               |
| International Championship | nie rozegrano | nie rozegrano | nie rozegrano | A             | 1R            |               |               |               |               |               |               |               |
| UK Championship            | A             | A             | A             | A             | LQ            |               |               |               |               |               |               |               |
| Shoot Out                  | 3R            | 1R            | 2R            | 1R            | 3R            |               |               |               |               |               |               |               |
| Scottish Open              | A             | A             | A             | A             | LQ            |               |               |               |               |               |               |               |
| German Masters             | A             | A             | A             | 1R            | LQ            |               |               |               |               |               |               |               |
| Welsh Open                 | A             | A             | A             | LQ            | 1R            |               |               |               |               |               |               |               |
| World Open                 | nie rozegrano | nie rozegrano | nie rozegrano | A             | LQ            |               |               |               |               |               |               |               |
| World Grand Prix           | DNQ           | DNQ           | DNQ           | DNQ           | DNQ           |               |               |               |               |               |               |               |
| Players Championship       | DNQ           | DNQ           | DNQ           | DNQ           | DNQ           |               |               |               |               |               |               |               |
| Tour Championship          | DNQ           | DNQ           | DNQ           | DNQ           | DNQ           |               |               |               |               |               |               |               |
| World Championship         | A             | A             | LQ            | LQ            | LQ            |               |               |               |               |               |               |               |
| Dawne turnieje rankingowe  |               |               |               |               |               |               |               |               |               |               |               |               |
| WST Pro Series             | RR            | nie rozegrano | nie rozegrano | nie rozegrano | nie rozegrano | nie rozegrano | nie rozegrano | nie rozegrano | nie rozegrano | nie rozegrano | nie rozegrano |               |
| Turkish Masters            | NH            | LQ            | nie rozegrano | nie rozegrano | nie rozegrano | nie rozegrano | nie rozegrano | nie rozegrano | nie rozegrano | nie rozegrano | nie rozegrano | nie rozegrano |
| Gibraltar Open             | 1R            | 1R            | nie rozegrano | nie rozegrano | nie rozegrano | nie rozegrano | nie rozegrano | nie rozegrano | nie rozegrano | nie rozegrano | nie rozegrano | nie rozegrano |
| WST Classic                | nie rozegrano | nie rozegrano | 3R            | nie rozegrano | nie rozegrano |               |               |               |               |               |               |               |
| European Masters           | A             | A             | 1R            | LQ            | NH            |               |               |               |               |               |               |               |

1. 1 2 3 4  Był amatorem.
2. ↑  Nowi gracze w Tourze nie mają rankingu.

| Legenda tabeli wyników              | Legenda tabeli wyników       | Legenda tabeli wyników                     | Legenda tabeli wyników                                                              | Legenda tabeli wyników                     | Legenda tabeli wyników                     |
| ----------------------------------- | ---------------------------- | ------------------------------------------ | ----------------------------------------------------------------------------------- | ------------------------------------------ | ------------------------------------------ |
| LQ                                  | odpadnięcie w kwalifikacjach | #R                                         | odpadnięcie we wczesnej fazie turnieju (WR = runda dzikich kart, RR = faza grupowa) | QF                                         | przegrana w ćwierćfinale                   |
| SF                                  | przegrana w półfinale        | F                                          | przegrana w finale                                                                  | W                                          | zwycięstwo                                 |
| DNQ                                 | nie zakwalifikował/a się     | A                                          | nie brał/a udziału                                                                  | WD                                         | zrezygnował/a w trakcie turnieju           |
| Legenda oznaczeń w tabelach wyników |                              |                                            |                                                                                     |                                            |                                            |
| NH / Nie roz.                       | NH / Nie roz.                | Turniej nie odbył się.                     | Turniej nie odbył się.                                                              | Turniej nie odbył się.                     | Turniej nie odbył się.                     |
| NR / Nie-rank.                      | NR / Nie-rank.               | Turniej nie był zaliczany jako rankingowy. | Turniej nie był zaliczany jako rankingowy.                                          | Turniej nie był zaliczany jako rankingowy. | Turniej nie był zaliczany jako rankingowy. |
| R / Rank.                           | R / Rank.                    | Turniej był zaliczany jako rankingowy.     | Turniej był zaliczany jako rankingowy.                                              | Turniej był zaliczany jako rankingowy.     | Turniej był zaliczany jako rankingowy.     |
| MR / Minor-Rank.                    | MR / Minor-Rank.             | Turniej był zaliczany jako minor ranking.  | Turniej był zaliczany jako minor ranking.                                           | Turniej był zaliczany jako minor ranking.  | Turniej był zaliczany jako minor ranking.  |